# Ormoy-le-Davien
Ormoy-le-Davien település Franciaországban, Oise megyében. Lakosainak száma 371 fő (2022. január 1.). Ormoy-le-Davien Coyolles, Bargny, Gondreville és Lévignen községekkel határos.

## Népesség
A település népességének változása:
| Lakosok száma | 346  | 355  | 354  | 343  | 349  | 356  | 363  | 367  | 371  |
|               | 2013 | 2015 | 2016 | 2017 | 2018 | 2019 | 2020 | 2021 | 2022 |